# رکوواتس
رکوواتس (به صربی: Rekovac) یک روستا در صربستان است که در Rekovac Municipality واقع شده‌است. رکوواتس   ۲۴۱ متر بالاتر از سطح دریا واقع شده‌است.